# Vermenigvuldiging van de broden

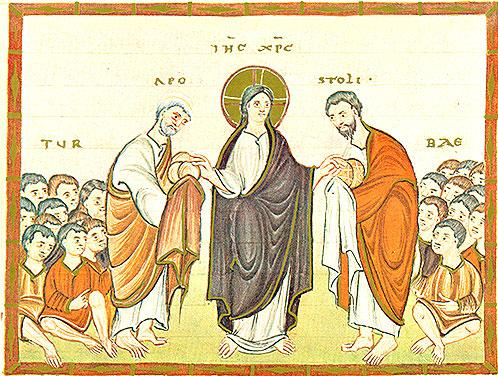
Uit de Codex Egberti, rond 990

Er zijn twee verhalen uit het Nieuwe Testament, die bekend staan als de vermenigvuldiging van de broden maar ook als de wonderbare broodvermenigvuldiging, de wonderbare spijziging, de wonderbaarlijke spijziging of de spijziging van de menigte; het zijn twee van de Wonderen van Jezus. Het eerste van de twee wonderen staat ook bekend als het mirakel van de vijf broden en twee vissen.
Het eerste wonder komt voor in alle vier de evangeliën: in Matteüs 14:13-21, in Marcus 6:31-44, in Lucas 9:12-17 en in Johannes 6:1-14.
Het tweede wonder komt voor in Matteüs 15:32-39 en in Markus 8:1-9.

## Verhaal

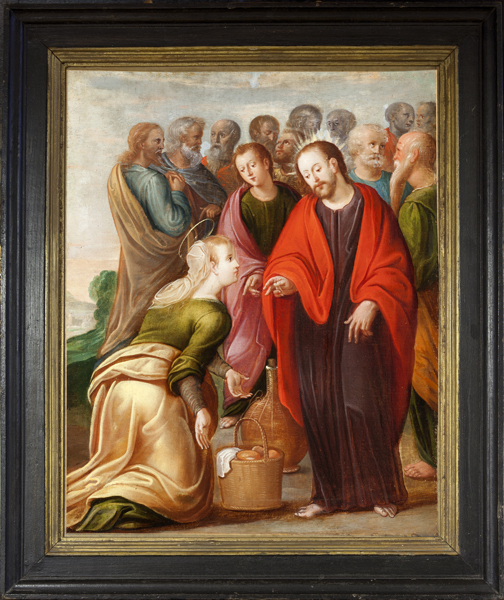
Wonderbaarlijke broodvermenigvuldiging. Schilderij in Gasthuis Onze-Lieve-Vrouw met de Roos (Lessen)

Hoewel er grote overeenkomsten tussen de twee verhalen zijn, verschillen er een aantal details. Bij het eerste wonder zijn er 5 broden en 2 vissen, worden er 5000 mannen gevoed en zijn er na afloop 12 manden met overgebleven voedsel. Bij het tweede verhaal zijn er zeven broden en ''enkele visjes", worden er 4000 mannen gevoed en zijn er na afloop 7 manden met overgebleven voedsel.
In Matteüs 16:9-10 en ook in Markus 8:19-20 benoemt Jezus apart de twee wonderen. Hieruit is op te maken dat het tweede wonder niet slechts een hertelling van het eerste wonder is.

### De eerste wonderbare spijziging
De eerste wonderbare spijziging zoals beschreven in Matteüs 14:13-21 in de Herziene Statenvertaling.
En toen Jezus dit hoorde, vertrok Hij vandaar met een schip naar een eenzame plaats, alleen; en de menigte, die dat hoorde, volgde Hem te voet vanuit de steden. En toen Jezus uit het schip ging, zag Hij een grote menigte, en Hij was innerlijk met ontferming bewogen over hen en genas hun zieken. Toen het avond werd, kwamen Zijn discipelen naar Hem toe en zeiden: Deze plaats is eenzaam en de tijd is nu verstreken; stuur de menigte weg, zodat zij naar de dorpen kunnen gaan om voor zichzelf voedsel te kopen. Jezus zei echter tegen hen: Het is niet nodig dat zij weggaan, geeft u hun te eten. Maar zij zeiden tegen Hem: Wij hebben hier niets dan vijf broden en twee vissen. Hij zei: Breng ze hier bij Mij. En Hij gaf de menigte opdracht op het gras te gaan zitten; en Hij nam de vijf broden en de twee vissen, en terwijl Hij opkeek naar de hemel, zegende Hij ze. En toen Hij ze gebroken had, gaf Hij de broden aan de discipelen, en de discipelen gaven ze aan de menigte. En zij aten allen en werden verzadigd, en ze raapten het overschot van de stukken brood op, twaalf manden vol. Zij die gegeten hadden, waren ongeveer vijfduizend mannen, de vrouwen en de kinderen niet meegeteld.

### De tweede wonderbare spijziging
De tweede wonderbare spijziging zoals beschreven in Matteüs 15:32-39 in de Herziene Statenvertaling.
En Jezus riep Zijn discipelen bij Zich en zei: Ik ben innerlijk met ontferming bewogen over de menigte, omdat zij al drie dagen bij Mij gebleven zijn, en zij hebben niets wat zij kunnen eten; Ik wil hen niet nuchter wegsturen, opdat zij onderweg niet bezwijken. En Zijn discipelen zeiden tegen Hem: Waar halen wij in een afgelegen plaats zoveel broden vandaan dat wij zo'n grote menigte kunnen verzadigen? En Jezus zei tegen hen: Hoeveel broden hebt u? Zij zeiden: Zeven, en enkele visjes. En Hij gaf de menigte opdracht op de grond te gaan zitten. En Hij nam de zeven broden en de vissen, en nadat Hij gedankt had, brak Hij ze en gaf ze aan Zijn discipelen; en de discipelen gaven ze aan de menigte. En zij aten allen en werden verzadigd. En zij raapten het overschot van de stukken brood op, zeven manden vol. Zij die daar gegeten hadden, waren vierduizend mannen, de vrouwen en de kinderen niet meegeteld. En nadat Hij de menigte had weggestuurd, ging Hij in het schip en kwam in het gebied van Magdala.

## Interpretatie
Volgens sommige theologische interpretaties is het een voorafschaduwing van het Laatste Avondmaal, en de rite van de Eucharistie, waarin het brood door Jezus wordt omschreven als zijn lichaam. De gelovigen zijn door te eten leden van dat lichaam, waarna hun lichaam een tempel wordt genoemd.